# Annonay
Annonay är en kommun i departementet Ardèche i regionen Auvergne-Rhône-Alpes i sydöstra Frankrike. Kommunen är Chef-lieu för kantonerna Annonay-Sud och Annonay-Nord i arrondissementet Tournon-sur-Rhône. År 2022 hade Annonay 17 222 invånare.

## Befolkningsutveckling
Antalet invånare i kommunen Annonay
Referens: INSEE

## Galleri

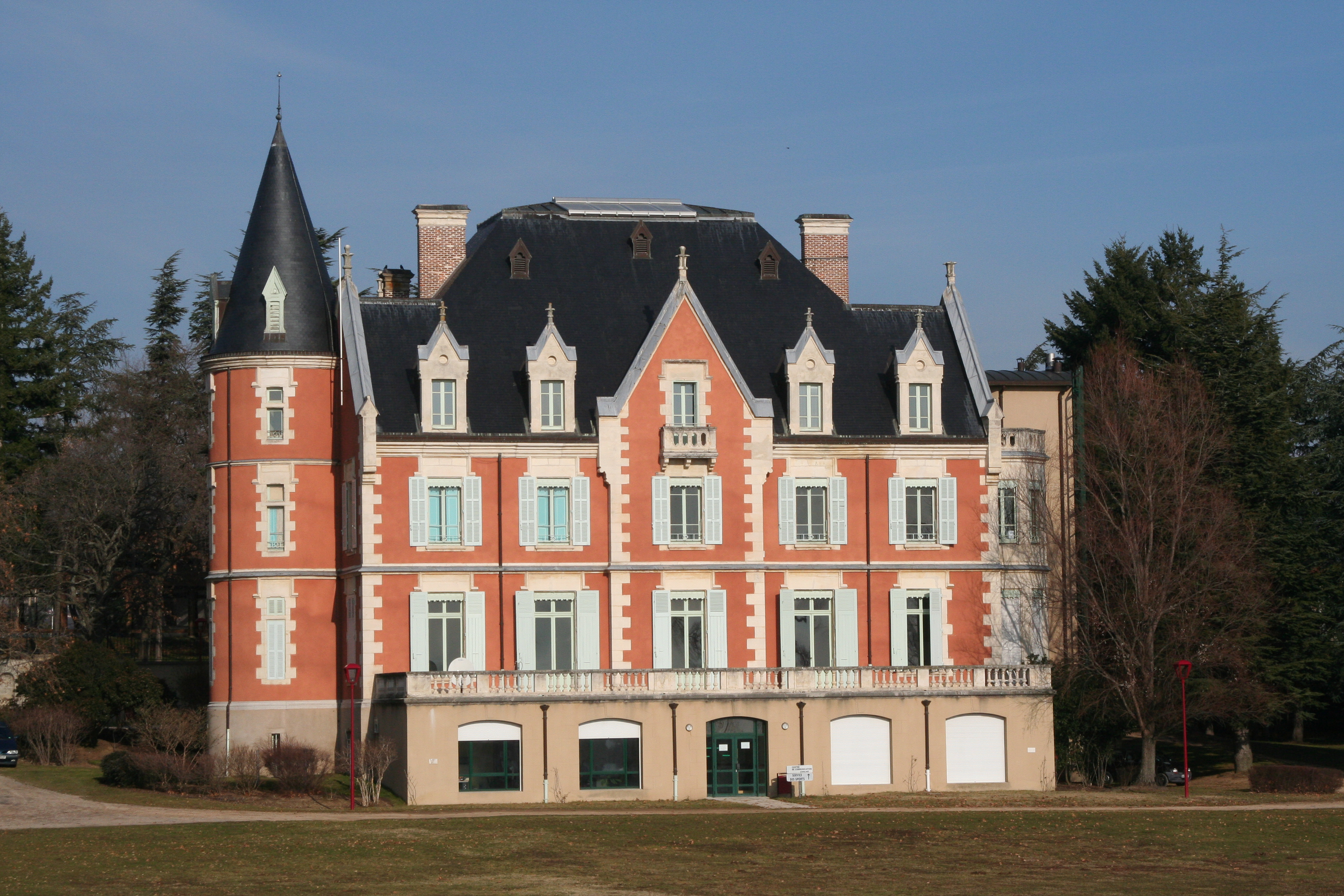
Château Deomas
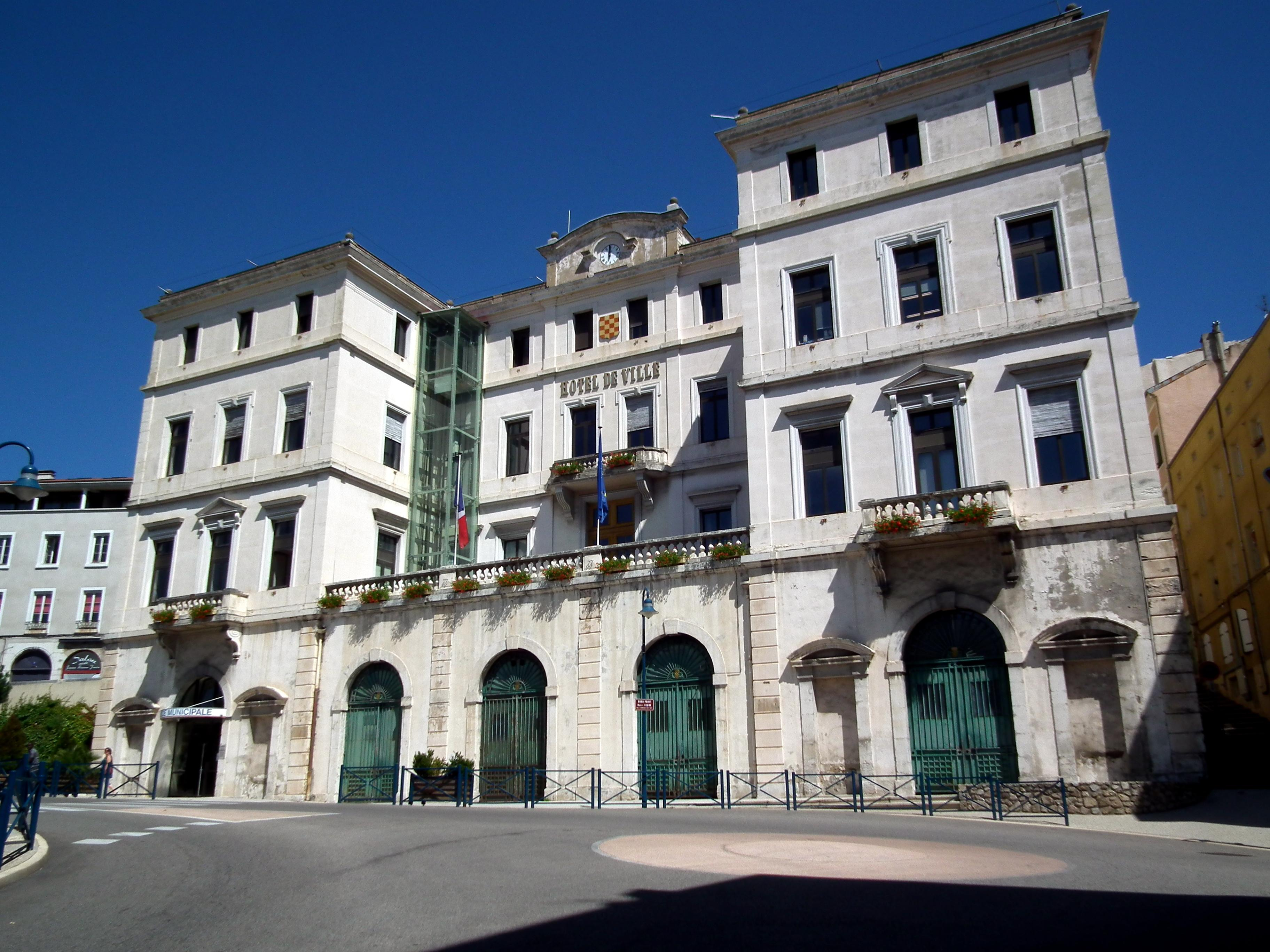
Rådhuset
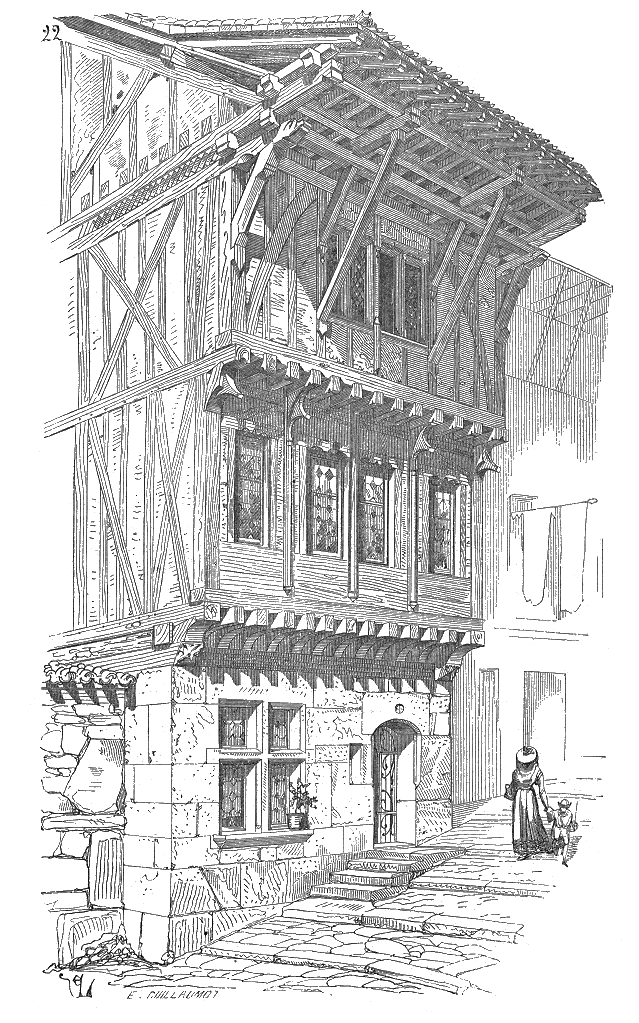
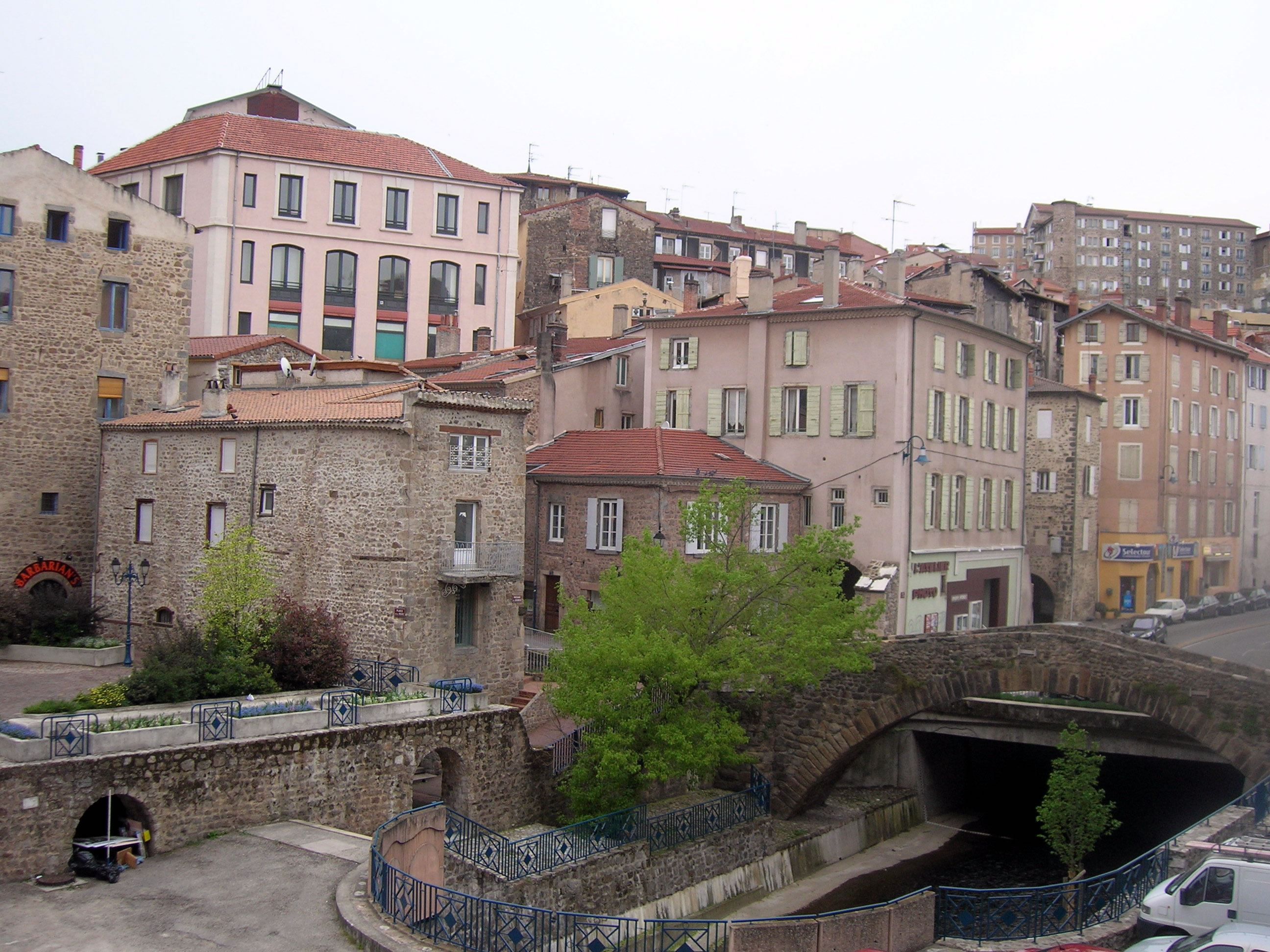
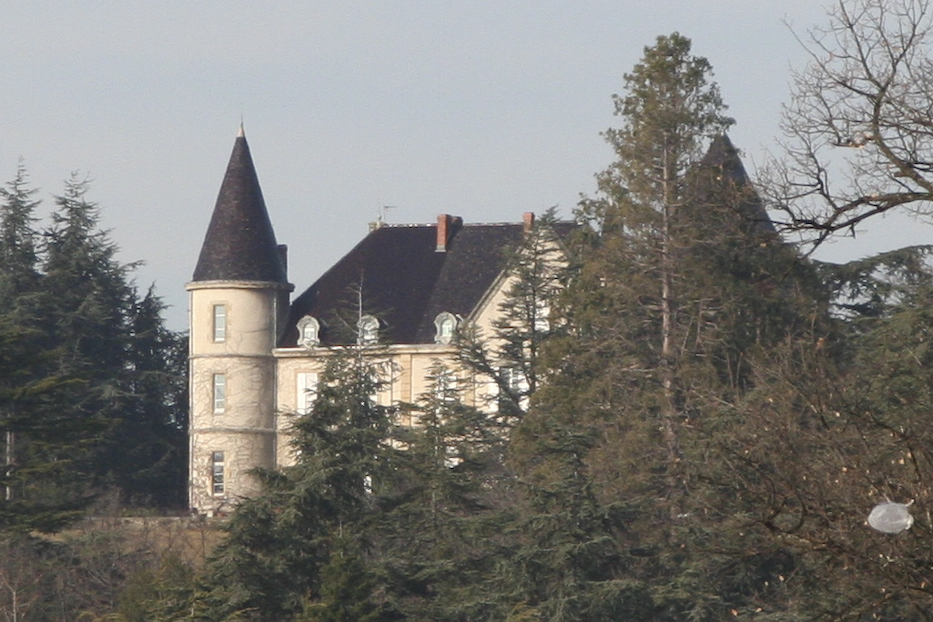
Château de Mirecouly